# Memory and Destiny
Memory and Destiny – szósty album studyjny polskiej grupy muzycznej Graveland. Wydawnictwo ukazało się w 2002 roku nakładem wytwórni muzycznej No Colours Records. Nagrania zostały zarejestrowane jesienią 2001 roku w Eastclan Forge Studio oraz DSP Studio. Jako okładka został wykorzystany obraz angielskiego ilustratora Arthura Rackhama.

## Lista utworów
Opracowano na podstawie materiału źródłowego.
1. "Fate of Warrior" (sł. Rob Darken. muz. Rob Darken) - 08:49
2. "Jewel of Atlanteans" (sł. Rob Darken. muz. Rob Darken) - 09:44
3. "Memory and Destiny" (sł. Rob Darken. muz. Rob Darken) - 10:17
4. "Legion of Giants" (sł. Rob Darken. muz. Rob Darken) - 09:35
5. "Runes of Rise" (sł. Rob Darken. muz. Rob Darken) - 09:37

## Wydania
| Rok  | Nr katalogowy | Format             | Wytwórnia          | Region | Źródło |
| ---- | ------------- | ------------------ | ------------------ | ------ | ------ |
| 2002 | NC 057        | CD, Album          | No Colours Records | Niemcy | [ 3 ]  |
| 2002 | NC 057        | CD, Album, Ltd, A5 | No Colours Records | Niemcy | [ 3 ]  |
| 2002 | NC 057        | LP, Album, Ltd     | No Colours Records | Niemcy | [ 3 ]  |